# 郑艺 (画家)
郑艺（1961年1月—2018年2月28日），男，黑龙江哈尔滨人，中华人民共和国画家。

## 生平
1981年到1985年，在鲁迅美术学院油画系学习。1985年到2003年，在哈尔滨画院专职从事绘画创作。曾任哈尔滨画院副院长、哈尔滨市第十一届、第十二届人大代表、哈尔滨市青联常委、哈尔滨市美术家协会主席、哈尔滨市文学艺术界联合会副主席、黑龙江省美术家协会副主席、黑龙江省油画艺委会主任。曾经获评为黑龙江省第一届“德艺双馨”文艺家，哈尔滨市十大杰出青年，有突出贡献的中青年优秀专家。2003年调入清华大学美术学院。此后任清华大学美术学院党委副书记，绘画系主任，教授，博士生导师。
2018年初，郑艺在因公出差期间突发疾病，抢救无效，2018年2月28日在北京病逝，享年57岁。2018年3月4日在北京市八宝山殡仪馆东礼堂举行遗体告别仪式。

## 社会兼职
中国美术家协会油画艺委会、民族美术艺委会委员，中国油画学会理事，俄罗斯列宾美术学院名誉教授。

## 荣誉
2009年入选北京市“四个一批”人才，2015年获第四届“全国中青年德艺双馨文艺工作者”称号，还曾获比利时“东方艺术骑士勋章”。

## 作品
郑艺是中国当代写实油画的代表画家之一，他长期深入北方农村体验生活，创作了许多反映北方农民的写实油画作品。油画《北方》获第七届全国美展银牌奖，《走近永恒》获第八届全国美展优秀创作大奖，油画《凡心已炽》获第九届全国美展银牌奖，《稻草人》获第十一届全国美展优秀作品奖，《眺望新世纪》获“走向新世纪——中国青年油画展”优秀创作大奖，《炽心已飞》获第三届中国油画展优秀创作大奖。 
2007年到2009年，郑艺参加中宣部、文化部、财政部主办的国家重大历史题材美术创作工程，用三年创作出大型油画《历史的审判》，该作品后来参加了国家重大历史题材美术创作工程全国巡展。2010年，接受中共上海市委宣传部委托，创作了《春风雨露——毛主席与上海文化名人》。2011年，接受中国人民革命军事博物馆委托，创作了《大兴安岭火灾》。2013年，参加财政部、中国文联、文化部组织的中华文明历史题材美术创作工程，创作出油画《朱元璋与南京城》。2014年，《东京审判》参加了文化部、中国文联、中国人民解放军总政治部宣传部、中国美协主办的“铸魂鉴史  珍爱和平——纪念中国人民抗日战争暨世界反法西斯战争胜利70周年美术作品展”。2015年参加了中国文联、中国美协、中国美术馆举办的“向人民汇报——‘深入生活、扎根人民’当代十五位美术家作品展”。2017年，接受中国美协邀请，和清华大学美术学院其他教师共同创作《大国工匠——徐立平》参加了中国国家博物馆“最美中国人——大型美术作品展”。他还创作了《文成公主》、《毛主席在庐山》等作品。出版了《郑艺油画作品》、《当代油画家——郑艺》、《走近清华——郑艺油画作品》、《清华大学美术学院绘画系教师个案研究——郑艺》、《郑艺油画作品集》等图书。 